# Colin Kraft

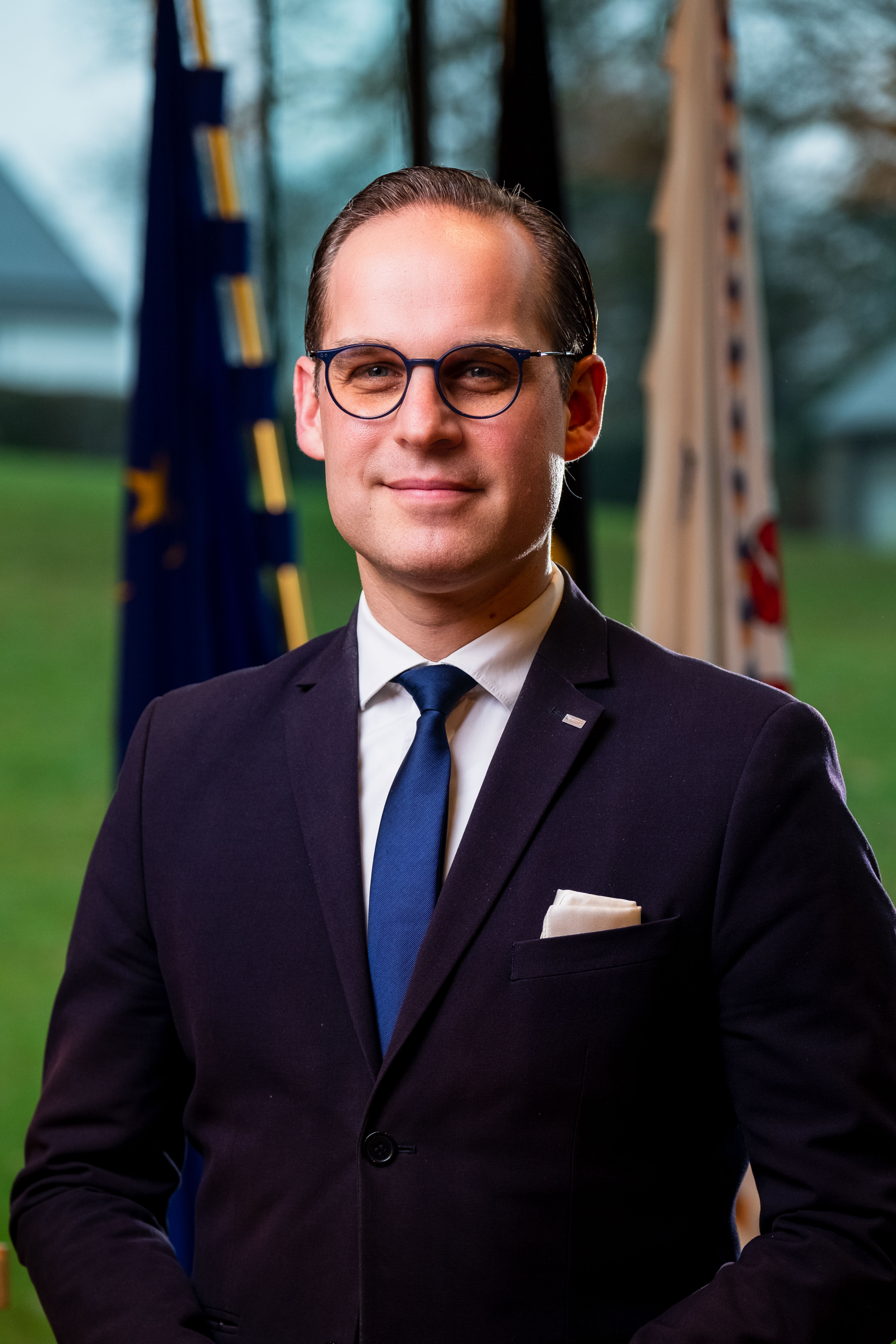
Colin Kraft

Colin Kraft (Aken, 29 september 1983) is een Belgisch Duitstalig politicus voor de CSP.

## Levensloop
Kraft behaalde in 2006 een master in politieke wetenschappen, germanistiek, economische en sociale geschiedenis aan de Rheinisch-Westfälische Technische Hochschule (RWTH) in Aken. 
Tijdens zijn studies was hij van 2002 tot 2005 freelance journalist bij de kranten Grenz-Echo en Aachener Zeitung en redacteur van het tv-programma Couch Potatoes op de Duitse commerciële zender ProSieben en van 2005 tot 2006 redacteur van de tv-zender Deutsches SportFernsehen in München. Bovendien was hij van 2003 tot 2005 assistent bij het Instituut voor Economische en Sociale Geschiedenis aan het RWTH in Aken.
Na zijn studies bekleedde Kraft van 2006 tot 2009 een leidende functie bij een marketingbedrijf in Aken. Daarna was hij van 2009 tot 2015 leerkracht Duits, aardrijkskunde en mini-ondernemen aan de middelbare school Pater Damiaan in Eupen. Hij combineerde dit beroep met de functie van docent: van 2012 tot 2014 bij de Autonome Hogeschool in Eupen en van 2014 tot 2016 bij het RWTH in Aken. In 2015 werd hij ook actief als zelfstandig bierbrouwer. In januari 2020 ging hij opnieuw aan de slag als leerkracht, aan het Robert Schumann Instituut in Eupen. 
In 2015 werd Kraft politiek actief bij de CSP als lid van het regionaal bestuur en van de partijafdeling in Eupen. Tevens was hij van 2015 tot 2020 fractiesecretaris van de CSP in het Parlement van de Duitstalige Gemeenschap. Van 2018 tot 2019 vertegenwoordigde hij zijn partij in de raad van bestuur van de Belgischer Rundfunk, de openbare omroep in Duitstalig België.
Bij de verkiezingen van 26 mei 2019 werd Kraft als CSP-lijsttrekker verkozen tot lid van het Parlement van de Duitstalige Gemeenschap. Van 2019 tot 2020 hij in deze assemblee fractievoorzitter voor zijn partij. Hij zetelde in het Parlement van de Duitstalige Gemeenschap tot aan de verkiezingen van 9 juni 2024, waarbij hij niet meer opkwam.